# Полторак Степан Тимофійович
Степа́н Тимофі́йович Полтора́к (нар. 11 лютого 1965, село Весела Долина, Тарутинський район, Одеська область, Українська РСР, СРСР) — український військовий діяч, генерал армії України, міністр оборони України (2014—2019), командувач Національної гвардії України (2014), начальник Академії внутрішніх військ МВС України (2002—2014). Від 13 жовтня 2018 року завершив військову кар'єру, продовживши обіймати посаду міністра як цивільний.
Повний лицар ордену Богдана Хмельницького, кандидат педагогічних наук, доцент.

## Життєпис
Народився 11 лютого 1965 у селі Весела Долина, Тарутинський район, Одеська область, Українська РСР.

### Освіта
Закінчив Орджоникідзівське вище військове Червонопрапорне командне училище МВС СРСР ім. С. М. Кірова, Військову академію Збройних Сил України.
У 2003 захистив дисертацію кандидата педагогічних наук на тему «Педагогічні умови формування умінь командира підрозділу у майбутніх офіцерів МВС України».
У 2018 році захистив дисертацію доктора наук з державного управління на тему «Уніфікація механізмів державного управління реформуванням Збройних сил України в умовах трансформаційного суспільства» у Національному університеті цивільного захисту України.

### Кар'єра
На військовій службі з серпня 1983. Службу проходив на посадах: командира взводу, роти, начальника штабу батальйону, командира батальйону, полку, бригади. З посади начальника управління бойової та спеціальної підготовки внутрішніх військ МВС України у березні 2002 призначений начальником Академії внутрішніх військ МВС України.
21 серпня 2007 надано військове звання генерал-лейтенанта
28 лютого 2014 — указом в.о. Президента України Олександра Турчинова № 171/2014 призначений командувачем Внутрішніх військ МВС України.
15 квітня 2014 — Верховна Рада України призначила Степана Полторака командувачем Національної гвардії України.
23 серпня 2014 надано військове звання генерал-полковника.
14 жовтня 2014 — Верховна Рада призначила Степана Полторака міністром оборони.
За це проголосували 245 депутатів.
14 жовтня 2015 року Президент України Петро Порошенко надано військове звання генерала армії України міністру оборони України Степану Полтораку.
14 квітня 2016 року Верховна Рада України призначила новий склад Кабінету Міністрів України (уряд Гройсмана), у складі якого Степан Полторак перепризначений на посаду міністра оборони України.
13 жовтня 2018 року Президент України Петро Порошенко повідомив, що задовольнив рапорт генерала армії С. Полторака про звільнення з військової служби, і що він і надалі очолюватиме Міністерство оборони, — відповідно до вимог закону України «Про національну безпеку України» з 1 січня 2019 року посаду Міністра оборони України має посідати цивільна особа.
Від 27 жовтня 2014 року до 6 вересня 2019 року — член РНБО.

## Військові звання
- Генерал-полковник (23 серпня 2014)[10]
- Генерал армії України (14 жовтня 2015)[11][12]

## Нагороди та відзнаки
- Орден Богдана Хмельницького І ступеня (12 жовтня 2018) — за визначні заслуги у захисті державного суверенітету і територіальної цілісності, зміцненні обороноздатності та безпеки України, сумлінне служіння Українському народові[13]
- Орден Богдана Хмельницького II ступеня (18 квітня 2016) — за особисті заслуги у захисті територіальної цілісності Української держави, мужність і високий професіоналізм, виявлені у протидії проявам сепаратизму в Харківській області у квітні 2014 року[14]
- Орден Богдана Хмельницького III ступеня (24 березня 2006) — за вагомий особистий внесок у зміцнення законності та правопорядку, зразкове виконання військового і службового обов'язку у захисті конституційних прав і свобод громадян[15]
- Медаль «За бездоганну службу» III ступеня (20 жовтня 1998) — за зразкове виконання військового обов'язку, високий професіоналізм[16]
- Медаль «Захиснику Вітчизни»[17]
- Медаль Жукова[18]
- Медаль «За бойові заслуги»[19]
- Медаль «70 років Збройних Сил СРСР»[20]
- Медаль «За бездоганну службу» III ст. (СРСР)[21]
- Заслужений працівник освіти України (24 березня 2009) — за вагомий особистий внесок у зміцнення законності та правопорядку, зразкове виконання військового і службового обов'язку щодо захисту конституційних прав і свобод громадян та з нагоди Дня внутрішніх військ МВС України[22]
- Медаль «15 років Збройним Силам України»[23]
- Відзнаки МВС України «Лицар Закону»[24], «Хрест Слави»[24], «За безпеку народу» I та II ст.[24], «Закон і честь»[25], «Почесний знак МВС України»[24], «За відзнаку в службі» І та ІI ст.[26], «За розвиток науки, техніки та освіти» I та II ст.[24], медаль «За сумлінну службу» I ст.[27]
- Відзнака командувача внутрішніх військ МВС України «Мужність, честь, закон»
- Відзнака командувача внутрішніх військ МВС України Хрест Пошани «За розбудову та становлення внутрішніх військ МВС України»
- Медалі «За бездоганну службу у внутрішніх військах МВС України» ІІІ, ІІ та І ступенів
- Ювілейні медалі «10 років МВС України», «15 років МВС України», «10 років внутрішнім військам МВС України»
- Почесний громадянин Харкова
- Відзнака Міністерства оборони України «Вогнепальна зброя» — 9 мм пістолет Glock 19 №UBK162 у комплекті із 103 патронами Наказом МО України від 17.10.2014 № 813 по о/с[28] — за визначні заслуги в забезпеченні обороноздатності України, зміцненні національної безпеки, бездоганну багаторічну службу, зразкове виконання військового обов'язку та виявлені при цьому високий професіоналізм, честь і доблесть.

## Оцінки та критика
22 грудня 2016 року в приміщенні Верховної Ради України Степану Полтораку була присвоєна екологічна антипремія «Свинство року» в номінації «знищувач природної спадщини року». Антипремію оголосив народний депутат Остап Єднак за дії Міністерства оборони, що призвели до знищення заказника «Тарутинський степ» на Одещині.
4 вересня 2021 року головнокомандувач ЗСУ Валерій Залужний в програмі «Рандеву з Яніною Соколовою» висловив думку, що Степан Полторак був найбільш ефективним Міністром оборони України часів Незалежності.

## Виноски
1. 1 2  Завершилася Ваша високодостойна служба в армії, але триває Ваше служіння Україні — Президент Міністру оборони Степану Полтораку. www.mil.gov.ua. Міністерство оборони України. 13 жовтня 2018. Процитовано 13 жовтня 2018.
2. ↑  Національна бібліотека України ім. В.І. Вернадського. Національна бібліотека України ім. В.І. Вернадського - Книжкові видання та компакт-диски.
3. ↑  Верховна Рада призначила командувачем Нацгвардії екс-очільника ВВ. Українська правда. 15 квітня 2014. Архів оригіналу за 21 жовтня 2017. Процитовано 6 червня 2021.
4. ↑  Указ Президента України № 678/2014 від 23 серпня 2014 «Про присвоєння спеціальних та військових звань»
5. ↑  Глава держави присвоїв чергові звання Віктору Муженку та Степану Полтораку // Офіційне інтернет-представництво Президента України, 24.08.2014. Архів оригіналу за 28.11.2014. Процитовано 24.08.2014.
6. ↑  Порошенко присвоїв звання генерала армії Полтораку. ukranews.com. Українські новини. 15 жовтня 2015.
7. ↑  Рада затвердила новий Кабмін Гройсмана (повний список, фото). ukranews.com. Українські новини. 14 квітня 2016.
8. ↑  Указ Президента України від 27 жовтня 2014 року № 827/2014 «Про зміни у складі Ради національної безпеки і оборони України»
9. ↑  Указ Президента України від 6 вересня 2019 року року № 665/2019 «Про зміни у складі Ради національної безпеки і оборони України»
10. ↑  Указ Президента України №678/2014 "Про присвоєння військових звань".
11. ↑  Указ Президента України від 14 жовтня 2015 року № 581/2015 «Про присвоєння військових звань»
12. ↑  Указ Президента України №581/2015 "Про присвоєння військових звань". 14 жовтня 2015.
13. ↑  Указ Президента України від 12 жовтня 2018 року № 321/2018 «Про нагородження С.Полторака орденом Богдана Хмельницького»
14. ↑  Указ Президента України від 18 квітня 2016 року № 162/2016 «Про відзначення державними нагородами України»
15. ↑  Указ Президента України від 24 березня 2006 року № 258/2006 «Про відзначення державними нагородами України військовослужбовців внутрішніх військ МВС України»
16. ↑  Указ Президента України від 20 жовтня 1998 року № 1161/98 «Про відзначення нагородами України військовослужбовців Національної гвардії України»
17. ↑  Офіційний портрет:  [Архівовано 1 вересня 2014 у Wayback Machine.] — перший ряд, третя планка
18. ↑  Офіційний портрет:  [Архівовано 1 вересня 2014 у Wayback Machine.] — перший ряд, четверта планка
19. ↑  Офіційний портрет:  [Архівовано 1 вересня 2014 у Wayback Machine.] — другий ряд, перша планка
20. ↑  Офіційний портрет:  [Архівовано 1 вересня 2014 у Wayback Machine.] — другий ряд, друга планка
21. ↑  Офіційний портрет:  [Архівовано 1 вересня 2014 у Wayback Machine.] — другий ряд, третя планка
22. ↑  Указ Президента України від 24 березня 2009 року № 181/2009 «Про відзначення державними нагородами України військовослужбовців внутрішніх військ МВС України»
23. ↑  Офіційний портрет:  [Архівовано 1 вересня 2014 у Wayback Machine.] — п'ятий ряд, третя планка
24. 1 2 3 4 5  Полторак Степан Тимофійович // Офіційний сайт Харківської міської ради, міського голови, виконавчого комітету. Архів оригіналу за 14 квітня 2015. Процитовано 12 жовтня 2014.
25. ↑  Офіційний портрет:  [Архівовано 1 вересня 2014 у Wayback Machine.] — другий ряд, четверта планка
26. ↑  Офіційний портрет:  [Архівовано 1 вересня 2014 у Wayback Machine.] — третій ряд, перша та друга планкі
27. ↑  Офіційний портрет:  [Архівовано 1 вересня 2014 у Wayback Machine.] — четвертий ряд, третя планка
28. ↑  Міністерство оборони України. Міністерство оборони України - Накази Міністерства оборони України за 2014 рік.
29. ↑  Петро Порошенко став лідером антирейтингу «Свинство року». Facebook. Остап Єднак - Ostap Yednak. 22 грудня 2016. Процитовано 8 листопада 2023.{{cite web}}:  Обслуговування CS1: Сторінки з параметром url-status, але без параметра archive-url (посилання)
30. ↑  Національні парки і заповідники VS Міноборони: підсумки 2016 року – Екологія Право Людина. Екологія Право Людина (укр.). 9 лютого 2017. Процитовано 10 липня 2023.
31. ↑  ПРОЇХАТИСЬ НА ТАНКУ ПО АРБАТУ! Головнокомандувач Валерій ЗАЛУЖНИЙ. Рандеву з Яніною Соколовою (укр.), 4 вересня 2021, процитовано 10 липня 2023

### Інтерв'ю
- Геннадій Карпюк,Міністр оборони України Степан Полторак: найбільше, чого я не хочу, це повернення у 2014 рік // armyinform.com.ua, 19 серпня 2019